# Substratinduktion
Als Substratinduktion wird eine Enzyminduktion bezeichnet, bei der das Substrat eines Stoffwechselweges als Induktor wirkt.
Diese Form der Genregulation wurde zuerst von F. Jacob und J. Monod bei Bakterien beschrieben und am Modell des lac-Operons erläutert. Hierbei führt ein Substrat wie Lactose durch Bindung an einen Repressor zu dessen Konformationsänderung. Damit löst sich dieser von der DNA und wird so inaktiviert. Bis dahin hat ebendieser das Ablesen (Transkription) eines Genbereichs unterdrückt und dadurch die Neubildung von Enzymen behindert, die für den Abbau (Katabolismus) des Substrats notwendig sind. Mit der nun ermöglichten verstärkten Bildung der passenden Enzyme wird das Substrat beschleunigt abgebaut. Ist dessen Konzentration dadurch abgesunken, kann der entsprechende DNA-Abschnitt wieder durch den Repressor blockiert werden. Die Enzyme dieses Stoffwechselweges werden also nur etwa dann und solange gebildet, wie das von ihnen abzubauende Substrat in größerer Konzentration vorhanden ist.